# (3991) Basilevsky
(3991) Basilevsky (1987 SW3) – planetoida z grupy pasa głównego asteroid okrążająca Słońce w ciągu 3,38 lat w średniej odległości 2,25 j.a. Odkryta 26 września 1987 roku.